# Gallery of Suicide
Gallery of Suicide (рус. Галерея самоубийств) — шестой студийный альбом американской брутал дэт-метал-группы Cannibal Corpse. Выпущен в 1998 году лейблом Metal Blade Records. Это первый альбом, в котором принял участие гитарист Пэт О’Брайен, заменивший ушедшего Роба Барретта.

## Список композиций
Тексты песен — Алекс Уэбстер, кроме 4, 5, 9, 11, 12 — Пол Мазуркевич
| №                   | Название                                      | Длительность |
| ------------------- | --------------------------------------------- | ------------ |
| 1.                  | «I Will Kill You»                             | 2:47         |
| 2.                  | «Disposal of the Body»                        | 1:54         |
| 3.                  | «Sentenced to Burn»                           | 3:06         |
| 4.                  | «Blood Drenched Execution»                    | 2:40         |
| 5.                  | «Gallery of Suicide»                          | 3:55         |
| 6.                  | «Dismembered and Molested»                    | 1:53         |
| 7.                  | «From Skin to Liquid» (инструментальный трек) | 5:30         |
| 8.                  | «Unite the Dead»                              | 3:05         |
| 9.                  | «Stabbed in the Throat»                       | 3:26         |
| 10.                 | «Chambers of Blood»                           | 4:11         |
| 11.                 | «Headless»                                    | 2:22         |
| 12.                 | «Every Bone Broken»                           | 3:18         |
| 13.                 | «Centuries of Torment»                        | 4:04         |
| 14.                 | «Crushing the Despised»                       | 1:56         |
| Общая длительность: | Общая длительность:                           | 44:13        |

## Альтернативная обложка

Цензурная версия